# 黄天格
黄天戈（Huang Tiange（中国語：黄天戈）、2004年4月16日 - ）は、中華人民共和国の作曲家、ピアニスト。

## 生い立ち
2004年4月16日、中華人民共和国の北京市に生まれる。